# 大川藍
大川 藍（おおかわ あい、1993年7月17日 - ）は、日本の女性モデル、タレントであり、女性アイドルグループ・アイドリング!!!の元メンバー、ファッション雑誌『JJ』の元専属モデル。兵庫県尼崎市出身。フリーランス。2019年の結婚を機に一時芸能界を引退したのち、2021年10月より芸能活動を再開。1児の母。

## 略歴

### 黎明期（2006年 - 2009年）
小学校3、4年の頃よりモーニング娘。に憧れていたが、オーディションの応募までには至らなかった。
2006年3月、母が新聞広告で見つけた創叡が制作するテレビCMのオーディションを受けて合格。創叡傘下「SOEI タレントスクール」「STS DANCE STUDIO 一般ダンス科（現・STS沖縄アクターズスクール 一般ダンス科）」に入所。その後「SOEI プロダクション」に所属。
2007年9月より「STS DANCE STUDIO タレント科」に編入、STS所属ユニット「クランベリーズ」に加入。10月20日に「STS スタジオLIVE」で「クランベリーズ」メンバーとして初出演。
2008年2月1日、創叡主催「東京プロダクション移籍オーディション」に参加。8社以上の芸能事務所からオファーを受け、同年6月にレプロエンタテインメントと所属契約を結ぶ。7月12日、「STS スタジオLIVE (さよならライブ)」にて STS DANCE STUDIOを卒業、同事務所に完全移籍。
2009年
1月5日、事務所が育成するパフォーマンスチーム「U-SPEC」に加入。
3月、アイドリング!!!「3期生オーディション」に合格。それに伴い中学卒業の翌日に上京し、事務所の寮住まいを始める（能年玲奈と同部屋）。

### アイドリング!!!時代（2009年 - 2015年）
4月、アイドリング!!!20号として活動を始める。配信ドラマ『イケない課外授業』で初主演。
10月、『東京DOGS』でテレビドラマ初出演。
2010年
2月、1st写真集『藍』を刊行。
4月、アイドル番組『GirlsNews〜アイドル』と『うきうき!MIXガール』にレギュラー出演。1stDVD『おおかわさん』をリリース。
7月、セシールカタログ「Cupop 秋冬号」にモデル出演。
8月、2ndDVD『ひみつの藍ランド』をリリース。
9月、雑誌『B.L.T.』企画の「B.L.TRAVELファンイベントバスツアー」がきっかけで結成された事務所非公認ユニット「LPG」のメンバーとなる。
2011年
7月、ドラマ『桜蘭高校ホスト部』に出演。
8月、3rdDVD『INDIGO』と4thDVD『VIVID』を同時リリース。
2012年
ファッション誌『JJ』3月号から専属モデルになる。2012年5月号で表紙、2013年2月号では初の単独表紙を飾った。
1月、『太陽は僕の敵』で舞台初主演。
3月、ファッションショー「TOKYO GIRLS COLLECTION 2012S/S」に出演。以降、数々のファッションショーに出演する。舞台『青い真珠の悲劇〜彼はなぜ行方をくらませたのか〜』に出演。
4月、バラエティ番組『プレミアの巣窟』にレギュラー出演。
2013年
3月、ランジェリーカタログ『PEACH JOHN』春号から、レギュラーモデルに就任。
4月、ドラマ『空飛ぶ広報室』にレギュラー出演。
5月、バラエティ番組『WOWOWぷらすと』にレギュラー出演。
7月、5thDVD『かのじょ。』をリリース。
8月、バンダイナムコオンライン『機動戦士ガンダムオンライン』で、TVCMに初出演。
9月、バラエティ番組『世界行ってみたらホントはこんなトコだった!?』に準レギュラー出演。
2014年
4月、化粧品メーカー・明色化粧品のイメージモデルに就任。
6月、情報番組『ハワイアン・メイ!2014』で番組ナビゲーター出演。アイドリング!!!の同期生である橘ゆりか、橋本楓と共に派生ユニット「HIP♡ATTACK fromアイドリング!!!」を結成。
10月、トーク番組『アフロの変』にアシスタントMCで出演。
2015年 アイドリング!!!卒業
4月、スポーツ・報道番組『Going!Sports&News』の、お天気キャスターに就任。
10月、在籍していたHIP♡ATTACKの活動が終了。
10月31日、約6年半在籍したアイドリング!!!を卒業。

### モデル / ソロ活動（2015年 - 2019年）
2016年
3月、ドキュメンタリー番組『メルクリウスの扉』にレギュラー出演。
4月、故郷・尼崎の市制100周年記念イベント『ZUTTOCITY まちびらきフェスタ』に出演。ラジオ番組『イマドキッ』にレギュラー出演。
5月・6月、阪神タイガース広報誌『月刊タイガース』および『デイリースポーツ』でコラム連載開始。
7月、同事務所の菊地亜美の冠番組『モテたいオンナ』にレギュラー出演。
8月、ランフェス『BIKINI FES 2016』に出演。
10月、情報番組『原宿アベニュー』で初のキャスターを務める。6年半ぶりの2nd写真集『iamai』を刊行。
2017年
1月、情報番組『勝手に出口調査』にレギュラーMC出演。
3月、ファッション誌『LARME』モデルとして継続掲載。
4月-5月、バラエティ番組『いいすぽ!』や『必殺! バカリズム地獄』にて、アイドリング!!!時代の恩師バカリズムと久々の共演。
6月、競馬企画に参加し、初の重賞プレゼンター（GIII CBC賞）を務める。
7月、リニューアルした情報番組『原宿アベニュー』『けやき坂アベニュー』にてメインキャスターを務める。
10月、アイドリング!!!OGが集結する次世代への新番組『アイドルING!!!』に参加。
12月、ファッション誌『mina』モデルとして誌面に初登場。
2018年
4月、ラジオ番組『オレたちゴチャ・まぜっ!』にて、ラジオパーソナリティに就任。
6月、フットボールブランド「sfida」2018イメージガールに就任。
7月、芸能生活10周年を記念したファンイベントを開催。アイドリング!!!の元同僚の朝日奈央が客演しMCを務めた。
12月、一般男性との婚約を発表。芸能活動10年を区切りとして、事務所契約満了の翌年6月での引退を表明。収録済の媒体を除き、年内をもって芸能活動を停止した。
2019年
6月、事前の発表通り末日をもって芸能界引退。皆に最後のお別れを報告。

### 芸能界引退後から活動再開以降（2019年 - ）
8月、第1子となる男児出産をInstagramで報告。
11月、YouTubeチャンネルを開設。
2020年
10月末、古巣アイドリング!!!最後の同窓会番組『バカリズム特番』に参加。
2021年
1月、引退後に初めて単独取材に応じ、古巣のファッション誌『JJ』の月刊廃止について答えた。
4月からPocochaでのライブ配信を開始し、6月にTwitterを再開。
10月、Pococha配信にてモデル復帰を表明。
11月、音楽ユニットの新曲MVに主役で出演。以降、ファッション広告のモデルなどに起用される。
2022年
10月、6年ぶりにグラビア活動も再開し、デジタル写真集を発刊。
2023年
9月、テレビ番組『いい福みつけ旅』に出演し、アイドリング!!!の元同僚の橘ゆりかと倉田瑠夏と共演、一時引退後久々のテレビ復帰となった。
2025年
5月、ここ数年で離婚と再婚をしていた（具体的なそれらの時期は明かしていない）ことをSNSで報告した。
8月、『TOKYO IDOL FESTIVAL 2025』にてTIF15周年および全員卒業から10年の節目を記念してアイドリング!!!が1日限りの復活をし参加した。また、同イベントの企画「スナックうめ子」で「メンテナンス」に152号として加入。

## 人物
趣味は、カラオケ・プリクラ・メイク。若い頃の特技は、ダンス、歌・水泳。ジャズ・ヒップホップダンスを得意とし、アイドリング!!!オーディションでも披露した。得意な教科は音楽、苦手な教科は数学。好きなキャラクターは、キキとララ（リトルツインスターズ）で、リラックマとミスターメンが好きだった。好きな食べ物/料理は、牛タン、カルパス、ホルモン、素焼きそば、納豆うどん、メロンソーダ、カリカリ梅など。好きな酒は芋焼酎、ホッピー。
日常会話は関西弁を併用。自分の長所は「関西人やなって思うところ」。短所は、優柔不断なところ。チャームポイントは、鼻が小さいところと手足が長いところ。自称「ゲラ(笑い上戸)」。また、ツッコミタイプだと述べている。理想の男性のタイプは、一旦突き放してから優しさを見せる人、低い声。体型的には「細マッチョ」。好きな男性有名人は堤真一と竹中直人、お笑いでは原西孝幸 (FUJIWARA) と岡村隆史 (ナインティナイン)など。憧れの女性有名人は仲里依紗。
スポーツでは、中学時代にバスケットボール部に所属していた。プロ野球に関心があり、地元球団『阪神タイガース』のファン。 
普通自動車免許（マニュアル）を所持。
家族
アイドリング!!!時代にマザコンを公言しているくらい非常に母親想いであり、関西のローカル番組で共演した事がある。兄が2人いる。ペットのペルシャ猫「とろろ」を飼っている。

### エピソード
現事務所に所属した頃の活動拠点は関西のままで「アイドリング!!!オーディションに合格すれば上京する」という条件だった。当初はアイドル扱いされるのを苦手にしていた。
アイドリング!!!時代の同僚であり事務所の先輩でもある菊地亜美とは、過去に疎遠だったエピソードを幾度か明かしている。我が強く馴れ合いも苦手だった当時の菊地に対し、過度に畏怖していった結果であり自然と疎遠になってしまった。菊地からすれば「後輩達から過剰に気を遣われる」と漏らした事もある。卒業後に両者はわだかまりを解消し、良好な関係を築いた。
2017年に入ると同じく元アイドリング!!!・朝日奈央への怒りを明かし、バカリズムが取り持ちウェブ番組で和解した。

### ファッションモデル関連
- 背景

アイドリング!!!に在籍しアイドルとして活動を始めたが、元々はファッションモデルを強く志望しており、早い段階から事務所に訴えていた。各ファッション誌の面接を泣きながら回り、苦労して夢を叶えたという。アイドルとモデルでは撮影の流れに違いがあり、当初は戸惑ったと語っている。
- JJ専属モデル

ファッション誌『JJ』専属モデル採用の経緯は、大川がJJの編集部で面接を受けていたところ、たまたま通りかかった編集長の目に止まり、すぐに専属が決まったという。専属モデルとして初登場から2か月で初表紙、1年で単独表紙に抜擢されたのはいずれも異例のことと報道された。
目標にしているモデルには、木下優樹菜と山田優を挙げている。山田については、モデルのほか「歌やダンス、芝居も出来るから」と語った。JJモデルの活動では、同僚の有末麻祐子が同じ事務所に所属してからは、ペアを組む事が多かった。ほか、同世代のモデル仲間では、筧美和子らと親しい。
- その他

JJ専属モデルとなる前には、アイドリング!!!名義で「東京ガールズコレクション2011 S/S」（2011年3月5日）に同僚の遠藤舞、横山ルリカと共に出演している。
2013年3月から、ランジェリーカタログ『PEACH JOHN』のレギュラーモデルも務めていた。下着になる撮影について、水着での撮影に慣れていた事もあって、恥ずかしさはあまり無いと述べている。それは後々のグラビア活動にも活かされた。

#### グラビア活動
アイドリング!!!の卒業以後は、ファッションモデルと並行してグラビア活動も増加した。グラビアモデルなどに関しては「豊胸疑惑」のゴシップが付き物であるが、大川の場合ランジェリーブランドのモデルを務めていた慣例から、業界からは『100％天然物』である評価をされ、本人も肯定している。
2016年頃から「さわりたくなるカラダNo.1」というキャッチコピーが浸透。10月に刊行した2nd写真集『iamai』の特設WEBサイトでは、業界初の画像を触るとバストが揺れるギミックが話題を呼んだ。

### アイドリング!!!関連
- 3期生

アイドリング!!!ナンバーは20号、イメージフラワーは「ローズ」。歴代メンバーの内、橘ゆりか・橋本楓と同期で、共に派生ユニット「HIP♡ATTACK fromアイドリング!!!」のメンバーでもあった。
- 愛称 / キャラクター

愛称は名前通りに「あいちゃん」、森田涼花や橘ゆりか等が名付けた「あいちん☆」など。
普段は関西人の明朗なイメージがある反面、当初は非常に人見知りでネガティブだった。また、マザコンを公言していて、本来はとても甘えん坊である。どの世代からも愛されていた朝日奈央や、先輩メンバーから特に可愛がられていた同期の橋本楓らを、とても羨んでいた事を吐露している。しかし20歳を超えてからは、それらの感情を自制するようになった。番組担当ディレクターだった森洋介は「明るいようで難しい所がある」と指摘している。
- パフォーマンス / 身体能力

ゲン担ぎの際、地団駄を踏みながら腕を振ってリズムを刻み「やれる!できる!できる!やれる!」という、独自の動作がある。次第に、定期公演やナンバリングライブの舞台裏などで、アイドリング!!!全員の気合い入れとしても、時折行うようになった。ほか、ライブMC自己紹介の際「ほほ、ほ〜い」と、手で観客を煽るパフォーマンスも持っていた。
- 身体能力

運動能力が高く、「ガンバリング!!!」などの体力企画における各期対抗戦では、3期生の筆頭として活躍することが多い。また、朝日奈央とはしばしば能力的に拮抗することが多く、菊地亜美からは「男の子の兄弟喧嘩みたい」などと言われている。4期生加入後は、「4期生は3期生をナメている」などと4期生に敵対心を見せることが多く、番組では主に尾島知佳との間にライバル関係を大きく取り上げられた。
- メンバーとの関係

歴代メンバーの内、菊地亜美とは同じ事務所に所属。三宅ひとみ・橘ゆりかとは、同じ高校に通っていた。
同じ関西出身の橘ゆりか・倉田瑠夏とは公私共に親しい。ほかの同世代では長野せりな・朝日奈央・伊藤祐奈らと関係良好で、後輩では佐藤ミケーラ倭子を特に可愛がっていた。

#### アイドリング!!!卒業
2015年10月末日、アイドリング!!!の活動終了に伴いグループを卒業した。約6年半在籍し、HIP♡ATTACKを含めたシングル18枚・アルバム6枚参加などの実績を残している。レギュラー番組『アイドリング!!!』にも同期間約800回出演した。
- 卒業コメント

「みんなで卒業できるのが嬉しい。アイドリング!!!に加入していなかったら、上京する事はなかっただろう」と述べている。また、「上京から暫くは土地柄に馴染めず、辛い孤独を感じていた。それを傍で支えてくれたのは朝日奈央で、相談事の良き理解者だった」と明かしている。
番組については「自分は当初地味な存在だったが、尾島知佳が加入しライバル関係に仕立ててくれた企画がきっかけで、キャラクターを確立できた」、番組MCバカリズム升野について「(升野が）仕掛けてくる理不尽な演出が嫌で心が折れたが、おかげでメンタルを鍛えられた」と、それぞれに謝意を述べている。
今後は「卒業後もアイドリング!!!メンバーだった事実を隠さず胸を張り、これまでの経験を力にしていく」と意気込みを語った。

## 作品

### 映像
- おおかわさん（2010年4月21日、ジェネオン・ユニバーサル・エンターテイメントジャパン）
- ひみつの藍ランド（2010年8月27日、竹書房）
- INDIGO（2011年8月20日、ラインコミュニケーションズ）
- VIVID（2011年8月20日、ラインコミュニケーションズ）
- かのじょ。（2013年7月25日、エアーコントロール）

### 写真集
- 藍（2010年2月24日、スクウェア・エニックス、編集：ヤングガンガン編集部）ISBN 978-4757528185
- iamai（2016年10月21日、講談社、撮影：LUCKMAN）ISBN 978-4063650037[81]

デジタル写真集
- 週プレPHOTO BOOK『おかえり女神』（2022年10月24日、集英社、撮影： 中村和孝）

その他
- PHOTORE[フォトレ] vol.3 大川藍（2011年4月1日、東京ニュース通信社）

## 出演

### ファッションショー
- TOKYO GIRLS COLLECTION
2012 S/S（2012年3月3日、横浜アリーナ）
2012 in NAGOYA（2012年9月1日、ナゴヤドーム）
2013 A/W（2013年8月31日、さいたまスーパーアリーナ）
2015 A/W（2015年9月27日、国立代々木競技場 第一体育館）
2016 S/S（2016年3月19日、国立代々木競技場 第一体育館）
2016 A/W（2016年9月3日、さいたまスーパーアリーナ）
2017 S/S（2017年3月25日、国立代々木競技場 第一体育館）

- KOBE COLLECTION（神戸・ワールド記念ホール）
2012 A/W（2012年9月8日）
2013 S/S（2013年3月9日）
2015 S/S（2015年3月7日）
2015 A/W（2015年9月5日）
2016 S/S（2016年3月12日）[82]
2018 A/W（2018年8月25日）

- TOKYO RUNWAY（国立代々木競技場 第一体育館）
2012 A/W（2012年9月17日）
2013 S/S（2013年3月20日）

- Girls Award（国立代々木競技場 第一体育館）
2012 A/W（2012年11月8日）
2015 A/W（2015年10月24日）
2016 A/W（2016年10月8日）

- KANSAI COLLECTION（京セラドーム大阪）
2013 S/S（2013年3月3日）
2014 S/S（2014年3月16日）
2014 A/W（2014年9月21日）
2015 S/S（2015年4月12日）
2015 A/W（2015年9月23日）[83]
2016 S/S（2016年2月28日）
2016 A/W（2016年9月18日）
2017 S/S（2017年3月19日）
2017 A/W（2017年8月30日)[84][85]
2018 S/S（2018年3月21日）
2018 A/W（2018年8月29日）

- SAPPORO COLLECTION（札幌 北海きたえーる）
2015（2015年4月25日）
2017（2017年4月29日）
2018（2018年4月28日）

- 有楽町RED FASHION SHOW（2014年10月25日、有楽町マリオンセンターモール）
- JJ×Aveniretoile ミニファッションショー（2014年11月12日、伊勢丹新宿店本館）
- TOYAMA RUNWAY（2014年12月14日、富山テクノホール）

モデル系イベント
- ハレ女委員会
  - キックオフミーティング（2013年6月4日）
  - 第4回「冬の学園祭」（2015年2月13日、白金台・八芳園）
  - 第5回「冬の学園祭」（2016年3月3日、白金台・八芳園）[86]
- 「Like it!!+PLUS」イベント（2014年12月21日、ベルサール渋谷ファースト）[66]
- 「ガールズフライデー×レプロエンタテインメント コラボステージ」イベント（2015年1月9日、JOL原宿）[87]
- 『JJ』創刊40周年記念スペシャルイベント（2015年4月29日、阪急うめだホール）
- めざましテレビ presents『T-SPOOK 〜TOKYO HALLOWEEN PARTY〜』（2015年10月25日、フジテレビ本社屋）
- #オトナの春フェス（2017年3月31日、有楽町朝日ホール）[88]

### CM・広告・イメージモデル
- セシールカタログ Cupop 秋冬号（2010年7月）
- PEACH JOHN（2013年春号 - 2015年冬号、ワコール）
- バンダイナムコオンライン
  - 機動戦士ガンダムオンライン（2013年8月OA）
  - SDガンダムオペレーションズ 演説篇（2013年8月OA）
- 週刊ジョージア「妄想カノジョ 大川藍」（2014年2月17・19・21日・2016年1月4・6・8日、KADOKAWA）
- 明色化粧品「オーガニックローズ」「DETクリア」（2014年4月 - 2016年2月、桃谷順天館）
- 神戸レタス KOBE LETTUCE（2014年 - 2018年・2021年 - 、マキシム）
  - 神戸レタス三宮 デジタルサイネージCM（2022年）
- 夢展望（2015年）
- fifth「Color」（2015年8月、CODE SHARE）[89]
- Premium Girls Party（2016年12月、神戸三田プレミアム・アウトレット）
- アルペン「kissmark」（2017年5月、アルペングループ）
- プラソニエ「アクア毛穴クリーン Platinum S II」（2017年5月から、イノベイション）[90]
- フットボールブランド「sfida」イメージガール（2018年6月 - 2018年、イミオ）
- アパレルブランド「NEEDS LABO」広告・商品モデル（2023年3月、ニーズ）[91]

（PR）
- ORIENTAL LOUNGE EVE 渋谷（2017年3月、ORIENTAL LOUNGE GROUP）[92]
- ルナプリ from 天使帝國（2017年3月 - 4月、Aiming）[93]
- 啓発広報（2022年4月 - 、兵庫県警察）[94]
- 歩きスマホ防止ポスター（2022年10月、尼崎市）[95]

### テレビ
- アイドリング!!!（2009年4月 - 2015年10月、フジテレビワンツーネクスト）
- アイドリング!!!日記 → アイドリング!!! (地上波版)（2009年4月 - 2015年11月、フジテレビ、フジテレビONE）
- News!371〜アイドル（2009年11月、エンタ!371）※菊地亜美DVDイベントレポート
- 特写!大川藍（2010年1月、エンタ!371）
- GirlsNews〜アイドル（2010年4月 - 2011年3月、エンタ!371・PigooHD）※月前半分MC
- うきうき!MIXガール（2010年4月 - 6月、エンタ!371・PigooHD）※大川出演回(#1、#2、#3)
- プレミアの巣窟（2012年4月 - 2013年3月、フジテレビ）
- 世界行ってみたらホントはこんなトコだった!?（2013年9月 - 2015年3月、フジテレビ） - 準レギュラー
- ハワイアン・メイ!2014（2014年6月14日、NOTTV） - 番組ナビゲーター
- アフロの変（2014年10月30日・11月6日、フジテレビ） - アシスタントMC
- Going!Sports&News（2015年4月4日 - 2016年3月26日、日本テレビ） - お天気キャスター
- メッセンジャーの○○は大丈夫なのか?（2016年 - 、毎日放送） - 不定期出演
- メルクリウスの扉〜日本が世界に誇る100の"ストーリー"〜（2016年3月20日 - 2018年12月、テレビ東京系） - リポーター
- ウルトラ怪獣NEWS（2016年7月、BSスカパー!） - アシスタントMC
- 超ポンコツさまぁ〜ず（2016年9月・12月、テレビ東京） - 不定期企画出演
- めっちゃカンコレ！（2016年9月25日〈24日深夜〉、朝日放送）[96]
- 帰れまサンデー（2016年11月27日、テレビ朝日） - アシスタントMC
- さまスポ（2017年4月 - テレビ東京） - MC・不定期出演[97][98]
- バカリズム特番（2020年5月10日・10月30日、フジテレビONE）
- いい福みつけ旅（2023年9月27日、奈良テレビ放送）

### ドラマ
- 東京DOGS 第2話（2009年10月26日、フジテレビ系） - 女子高生 役
- 桜蘭高校ホスト部 第1・最終話（2011年7月22日・9月30日、TBS系） - 綾小路聖香 役
- 空飛ぶ広報室（2013年4月14日 - 6月23日、TBS系） - 佐藤珠輝 役

配信ドラマ
- イケない課外授業（2009年4月1日 - 5月13日、魔法のiらんどTV / アスミック） - 主演・雪村茜 役[99]
- スマドラ「サンタの倒し方」(2016年12月、FODプレミアム）

バラエティ再現ドラマ
- 東京らふストーリー（2018年6月22日、テレビ朝日）
  - 沖縄らふストーリー（2018年6月9日、テレビ朝日）

### 配信テレビ・アプリ
- WOWOWぷらすと（2013年5月 - 2014年6月、WOWOWオンライン）
- モテたいオンナ（2016年7月 - 12月26日、AbemaTV）
- 芸人同棲 7（2016年8月、テレ朝動画） - アシスタントMC
- C CHANNELクリッパーおすすめ（2016年10月 - TBSオンデマンド） - MC
- 原宿AbemaNews（2016年10月 - 2017年7月、AbemaTV） - 水曜キャスター
- 真相解明!調査報道バラエティ 勝手に出口調査（2017年1月 - 5月、AbemaTV） - MC
- ぶらり路上プロレス #05-#06（2017年1月、Amazonプライム・ビデオ） - 旅人[100]
- 亀田興毅に勝ったら1000万円（2017年5月7日、AbemaTV） - リングサイドレポーター[101]
- フジモンが芸能界から干される前にやりたい10のこと（2017年5月 - 2018年9月、AbemaTV） - アシスタントMC・不定期出演[102]
- 必殺!バカリズム地獄（2017年5月 - 2018年6月、AbemaTV） - 不定期出演[103][104][105]
- 浅草女子飲み46 Season1 #9（2018年6月7日、FRESH!） - ゲスト[106]
- 「ルナプリ from 天使帝國」公式生放送（2017年6月、ニコニコ生放送）[107]
- 熱血!ガチギレ竹八先生〜ザキヤマ＆河本のイジリ学校〜（2017年6月、FODプレミアム） - 女子生徒 役
- 原宿アベニュー（2017年7月 - 2018年3月31日、AbemaTV） - メインキャスター[108]
- けやき坂アベニュー（2017年8月 - 2018年4月1日、AbemaTV）- メインキャスター
- アイドルING!!!〜ネクスト育成ング!!!（2017年10月 - 2018年3月、FRESH!） - ※2017年9月パイロット版放送あり
- シモネタGP（2018年9月17日 - 12月3日、AbemaTV） - 審査委員

### 舞台
- シベリア少女鉄道スピリッツ『太陽は僕の敵』(2012年1月25日 - 29日、座・高円寺1) - 主演・ミリアム姫 役
- E-Pin企画『青い真珠の悲劇〜彼はなぜ行方をくらませたのか〜』(2012年3月30日 - 4月1日、池の平ホテル) - 納戸めだか 役

### ラジオ
- 大川藍のラジカントロプス2.0（2010年2月20日、ラジオ日本）
- アイドリング!!!菊地亜美と大川藍のオールナイトニッポンモバイル（2010年4月14日 - 4月20日、ニッポン放送）
- アイドリング!!!朝日奈央と大川藍のオールナイトニッポンモバイル（2010年6月2日 - 6月8日、ニッポン放送）
- イマドキッ（2016年4月12日 - 2017年11月、MBSラジオ）
- ちょこっとやってまーす!（2017年10月7日 - 2018年3月31日、MBSラジオ）
- オレたちゴチャ・まぜっ!〜集まれヤンヤン〜（2018年4月21日 - 12月22日、MBSラジオ） - アシスタントMC

### ミュージックビデオ
- クレイ勇輝「海に行こうか」（2016年7月公開、BY THE SEA RECORDS）[109]
- Neontetra「淡色Days」（2021年11月公開、徳間ジャパンコミュニケーションズ） - 主演・OL 役[110]

### イベント
個人
- 1st写真集『藍』発売記念イベント (2010年2月28日、福家書店新宿サブナード)
- DVD『おおかわさん』発売記念イベント (2010年4月24日、ソフマップアミューズメント館 / 29日、ソフマップなんば店ザウルス1)
- DVD『ひみつの藍ランド』発売記念イベント (2010年9月4日、ソフマップアミューズメント館)
- トレカ『藍Doll!!!』発売記念イベント (2010年5月23日、福家書店新宿サブナード)
- 2011年カレンダー発売記念イベント (2010年11月14日、福家書店新宿サブナード)[111]
- 『PHOTORE[フォトレ] vol.3』発売記念イベント (2011年4月3日、福家書店新宿サブナード)[112]
- DVD『VIVID』『INDIGO』発売記念イベント (2011年8月24日、ソフマップアミューズメント館)
- 2012年カレンダー発売記念イベント (2011年11月27日、書泉ブックマート神田近江屋ビル)[113]
- 2013年カレンダー発売記念イベント (2012年11月3日、原宿ニコニコ本社)[114]
- DVD『かのじょ。』発売記念イベント (2013年8月4日、ソフマップアミューズメント館)
- 2nd写真集 ｢iamai｣ 発売記念イベント

(2016年10月29日、紀伊國屋書店グランフロント大阪店) (2016年10月30日、ブックファースト新宿店)
- デビュー10周年ファンイベント「大川藍の干される前にやりたい10のこと」(2018年7月28日、池袋Grafica)
- キッズハロワ！2022 「モデルになってポージングしてみよう！」(2022年8月28日、あまがさきキューズモール)
- JR尼崎駅一日駅長キャンペーン (2022年10月26日、JR尼崎駅)[115][95]
- 尼崎北警察署一日警察署長 (2022年11月22日)[116]
  - 「女性に対する暴力をなくす運動」キャンペーン (阪急塚口駅前)

その他
- GIRLS×BEAT×SUMMER 2009 (2009年8月1日、新宿シアターサンモール)
- ヤングガンガン5周年イベント「横山ルリカ・大川藍 合同握手会」(2010年5月5日、書泉ブックタワー)
- レプロ「B.L.TRAVELファンイベントバスツアー」長野県白樺湖 (2010年9月11日 - 12日、東京ニュース通信社・トップツアー)
- LPGイベント『鬼退治』赤鬼ヴァージョン (2016年1月30日、渋谷ヒカリエ)
- スタージュエリー70周年記念『FLOWER & LEAVES - SAKURA MARCHE -』(2016年3月4日、青山スタージュエリー表参道店)
- ZUTTOCITY まちびらきフェスタ (2016年4月9日、尼崎市ZUTTOCITY)
- BIKINI FES 2016 (2016年8月27日・28日、舞洲スポーツアイランド)
- スタナビ『スタースカウト総選挙 2016 in KANSAI』(2016年9月4日、Zepp Namba)
- オリエンタルラウンジ EVE 渋谷店オープンイベント (2017年3月1日、ORIENTAL LOUNGE EVE渋谷店)[117]
- 第9回沖縄国際映画祭「ちゅらイイGIRLS UP!ステージ」(2017年4月22日、イオンモール沖縄ライカム)[118]
- CBC賞ウィーク スペシャルイベント (2017年7月2日、中京競馬場) / プレゼンター：JRA GIII CBC賞
- DUARIG Fリーグ 2018/2019 ディビジョン1「sfida ハーフタイムショー」(2018年6月17日、駒沢オリンピック公園総合運動場屋内球技場)

## 書籍

### 雑誌
レギュラー
- JJ (2012年3月号 - 2018年発売号まで、光文社) - 専属モデル→レギュラーモデル
※2013年2月号・8月号で単独表紙
- 月刊タイガース (2016年5月号 - 2017年、東洋紙業) - コラム連載 ※オフ期間あり
- デイリースポーツ『月刊・大川藍〜阪神愛の藍's Eye』(2016年6月 - 10月、神戸新聞社) - 毎月第3週コラム連載[119]
- LARME (2016年5月、2017年3月から年内、徳間書店)[120]
- mina (2017年12月発売2月号から2018年まで、主婦の友社) - レギュラーモデル

表紙
- 週刊ヤングジャンプ (2012年7月26日、集英社)
- 週刊アスキー (アスキー・メディアワークス)

(2010年11月22日) (2011年8月23日) (2013年2月26日、7月16日)
- ニッセイ版『ザテレビジョン』(2013年5月、KADOKAWA)
- 週刊ヤングマガジン (講談社)

(2015年10月10日) (2016年1月18日、5月9日、6月27日、10月8日) (2017年1月16日)
- 月刊ヤングマガジン (2016年3月18日、講談社)
- ヤングキング (2016年11月14日、少年画報社)
- サッカーゲームキング (2016年11月24日、フロムワン)[122]
- ヤングアニマル嵐 (2016年12月2日、白泉社)

### トレーディングカード
- 藍Doll!!! (2010年5月22日、さくら堂)

### カレンダー
- 大川藍 2011年カレンダー (2010年10月16日、トライエックス)
- 大川藍 2012年カレンダー (2011年10月29日、トライエックス)
- 大川藍 2013年カレンダー (2012年10月27日、トライエックス)